# Unter anderen Umständen: Auf Liebe und Tod
Auf Liebe und Tod ist ein deutscher Fernsehfilm unter der Regie von Judith Kennel nach einem Drehbuch von Daniel Schwarz und Thomas Schwebel aus dem Jahr 2009. Es handelt sich um die vierte Folge der Krimiserie Unter anderen Umständen mit Natalia Wörner in der Hauptrolle.

## Handlung
Kommissarin Jana Winter hat den Tod der Krankenschwester Beate Stein aufzuklären, die mit einer Spritze Kalium umgebracht wurde, die ihr der Täter mitten ins Herz gesetzt hatte. Da dies fundierte medizinische Kenntnisse voraussetzt, ermittelt Jana im Umfeld des Krankenhauses, wo das Opfer gearbeitet hatte. Ganz überraschend trifft sie dort ihr Au-pair-Mädchen Frida, das in der vergangenen Nacht von drei Jugendlichen überfallen wurde und noch immer unter Schock steht. Sehr schnell findet die Kommissarin heraus, dass Beate Stein mit ihrem Chef, Dr. Michael Eckbert, ein heimliches Verhältnis hatte. Für die Tatzeit hat er angeblich ein Alibi.
Eine erste Spur führt zu dem Exfreund des Opfers, der sich verdächtig verhält. Alexander Brochhagen wohnt genau im Haus gegenüber, ist Oberleutnant der Reserve und seit seinem Afghanistaneinsatz dienstunfähig. Als die Ermittler mit ihm reden wollen, ergreift er, aufgrund seines Kriegstraumas, die Flucht und kann nur mit Mühe gestellt werden. Beim Verhör gibt er an, nichts mit dem Tod von Beate Stein zu tun zu haben. Lediglich einen Fremden habe er beobachtet und droht an, den Schuldigen zu finden, wenn die Polizei dies nicht schaffen sollte.
Die konzentriert sich mittlerweile auf Dr. Michael Eckbert, dessen Alibi nachweislich nicht stimmt, wodurch er sich nun verdächtig gemacht hat. Da er jedoch im Krankenhaus und auch zu Hause nicht aufzufinden ist, wird nach ihm gefahndet. Als man Eckbert findet, steht er auf einer Brücke und droht an, sich umzubringen. Jana Winter gelingt es, mit ihm zu reden, sodass er sein Vorhaben abbricht. Er wird festgenommen, sagt aber nicht aus. Die Kommissarin hat auch insofern Zweifel, weil Brochhagen sich in keiner Weise um Eckbert gekümmert hat, obwohl die Drohung, den Schuldigen zu finden, sehr ernst gemeint war. Deshalb recherchiert Jana Winter weiter und findet mithilfe ihres Kollegen Christoph heraus, dass Karin Reimann, die Lebensgefährtin von Dr. Michael Eckbert, eine medizinische Ausbildung hatte. Damit gehört sie zum Kreis der Verdächtigen. Bei einer erneuten Befragung verrät sie sich unfreiwillig und wird daraufhin festgenommen.

## Hintergrund
Auf Liebe und Tod wurde am 13. Oktober 2008 im ZDF als Fernsehfilm der Woche gesendet. Christoph Olson (Marcus Mittermeier) ist in dieser vierten Folge das letzte Mal dabei. Für ihn kommt Kommissar Ole Jessen (Max von Pufendorf) ins Team.

## Rezeption

### Einschaltquoten
Die Erstausstrahlung von Auf Liebe und Tod am 2. November 2009 im ZDF verfolgten 4,47 Millionen Zuschauer, dies entsprach Marktanteilen von 16,6 Prozent. Beim jungen Publikum wurden 0,77 Millionen Zuschauer erreicht, was 7,5 Prozent des Marktanteils entsprach.

### Kritiken
Rainer Tittelbach von Tittelbach.tv schrieb: „Es sind die feinen Verästelungen zwischen dem Hauptfall und dem privaten Milieu der einsamen Heldin, die dem Film seine Geschlossenheit und Spannung geben. Ein angenehm getragener Erzählrhythmus und die realistisch-atmosphärische Inszenierung von Judith Kennel tun ihr Übriges: Elegant verdecken sie die gegen Ende immer durchsichtiger werdende dramaturgische Konstruktion.“
Die Kritiker der Fernsehzeitschrift TV Spielfilm fanden, „Pluspunkte“ des „gut verpackten Krimipakets“ „sind die Darsteller – und das glaubhaft geschilderte Privatleben der alleinerziehenden Polizistin.“
Tilmann P. Gangloff schrieb für Kino.de: „Judith Kennel inszeniert den Film solide, aber unauffällig. Schon allein das hochkarätige Ensemble der Kollegen Winters […] ist jedoch eine Garantie für hohen Unterhaltungswert: Die prominenten Darsteller nutzen ihre wenigen Szenen für kleine Geschichten am Rande, die den Figuren viel Tiefe geben. Der Fall ist spannend umgesetzt und bleibt bis zum Schluss fesselnd.“
Bei Stimme.de urteilte Alexander Franck: „Natalia Wörners Sohn Jacob Lee Seeliger spielt den Kleinen und hat nun eigene kurze Dialogzeilen. Dass der Zuschauer die Entwicklung dieser kleinen Fernseh-Familie von Anfang an, als der schwangeren Schauspielerin die Rolle auf den Leib geschrieben wurde, mitverfolgt, macht sicherlich einen Teil des Erfolges aus.“